# Oh Martha!
Oh Martha es el sexto álbum de estudio de la banda de crossover/hardcore de Seattle The Accüsed, lanzado en el año 2005. Fue el primer trabajo que sacó la banda tras 13 años, pues su anterior LP, Splatter Rock, salió en 1992. En ese tiempo, el grupo estuvo disuelto. Las últimas cinco canciones son regrabaciones del EP Martha Splatterhead, de 1985.
La web de Unrest Records, lo define como "un regreso triunfante". El guitarrista, Tom Niemeyer, dijo:

Este es, fácilmente, uno de los dos mejores discos que hemos hecho. Lo escribimos, intencionalmente, con el conocimiento de que nos subimos el listón nosotros mismos unos 10 años antes, así que dije, ¡vamos a patear el trasero de este álbum! ...y lo hicimos".

El dibujo de la portada de la edición de Unrest Records, fue dibujada por el propio Niemeyer.

## Lista de temas
1. Martha Will	03:06
2. Fueled by Hate	01:46
3. Crapassreality	01:16
4. Fast Zombies Rule 03:00
5. Dying on the Vine 01:58
6. Hooker Fortified Pork Products	01:36
7. Life Kills On	02:01
8. NES	02:22
9. Filth Hounds of Hades (Tank cover)	02:58
10. Stay Dead	02:21
11. Scream and Die	00:56
12. Of the Body	01:33
13. 13 Letters	01:19
14. Have You Never Been Mellow? (Olivia Newton John cover)	02:18
15. Distractions 	02:12
16. Martha Splatterhead / Slow Death 	04:54
17. Take My Time 	02:30
18. Fucking For Bux 02:29
19. - 00:16

## Créditos

### The Accüsed
- Blayne Cook - voz
- Tom Niemeyer - guitarra, voz en el tema "13 Letters"
- Alex "Maggot Brain" Sibbald - bajo
- Steve "O Ring" Nelson - batería

### Otros créditos
- Jack Endino - producción, ingeniería y grabación
- Scott Hull - mastering, en "Vicerealsound Mastering"
- David Stegman - dirección artística